# استدلال بالأمثلة
الاستدلال بالأمثلة (أو ما يعرف أيضًا بالتعميم في غير محله) هو الاستناد بمثال أو أكثر كدليل على ادعاء يتضمن تعميمًا أوسع، وذلك يعد ضربًا من المغالطات المنطقية.
وتسير تلك المغالطة على النحو التالي:
من حيث الهيكل:
أنا أعلم أن «س» هو كذا وكذا.
إذن فأي شئ مقترن بـ «س» هو كذا وكذا.
من حيث صياغة الحجة:
أنا أعلم أن «س»، والذي ينتمي إلى المجموعة «ص»، يمتلك الخاصية «أ».
إذن فأي شئ ينتمي إلى المجموعة «ص» يمتلك الخاصية «أ».
وإليك مثال يوضح بطلان الحجة السابقة:
رأيت أحدهم يطلق النار على آخر.
إذن فكل البشر قتلة.
فالعيب في الحجة السابقة واضح تمامًا، لكن من الجائز أن تتخذ نفس تلك الحجة أشكالًا تبدو في ظاهرها صائبة أو مقنعة، كما في هذا المثال:
قد شاهدت بعضًا من القوميين بعيني وهم يضايقون المهاجرين، فلا بد إذن من أن كل القوميين متحرشون بالسليقة.

## متى تصح
ولكن تصح الحجة من هذا القبيل إذا كانت عبارة عن مقدمة تفضي إلى استنتاج وجودي (أي إثبات صحة مقولة ما في حالة واحدة على الأقل، عوضًا عن كل الحالات). كمثال:
سقراط رجل حكيم.
إذن فبعض الناس حكماء.
أو
قد رأيت أحدهم يسرق.
إذن فمن الجائز أن يسرق بعض الناس.
وتلك هي النسخة الصورية من الأداة المنطقية المعروفة بالتقديم الوجودي (أو ما تعرف أيضًا بالتعميم الوجودي).
وفي صورتها المجردة
{\displaystyle {\underline {\varphi (\beta /\alpha )}}\,\!}
{\displaystyle \exists \alpha \,\varphi \,\!}